# Wincenty Matuszewicz

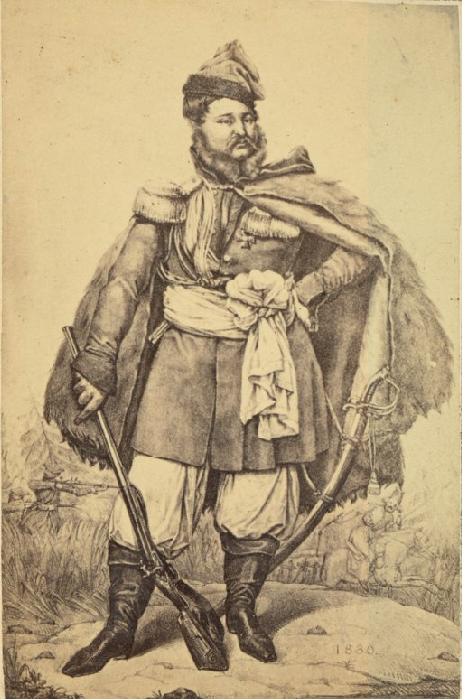
Wincenty Matuszewicz w tradycyjnym ubiorze polskiego szlachcica, litografia Władysława Oleszczyńskiego

Wincenty Matuszewicz (ur. 5 kwietnia 1803 w Owsianiszkach, powiat trocki, gubernia wileńska, zm. 8 sierpnia 1862 w Gabryelowo lub w Paryżu) – podpułkownik, uczestnik powstania listopadowego.

## Życiorys
Studiował nauki humanistyczne na Cesarskim Uniwersytecie Wileńskim – czołowej uczelni dla ziem Rzeczypospolitej zajętych przez Imperium Rosyjskie. Po ukończeniu studiów był sędzią sądu grodzkim w Trokach. Po wybuchu powstania listopadowego, stworzył oddział powstańczy, który działał na terenach powiatu trockiego. W 1831 otrzymał stopień podpułkownika. W kwietniu 1831 Wincenty Matuszewicz w Trokach i Wiłkomierzu rozbroił oddział rosyjski, w Żoślach działał wspólnie z oddziałem Gabriela Józefa Ogińskiego. 17-24 kwietnia 1831 brał udział w szturmie Wilno, w ten okres walczył też pod Owsianiszkami. Z korpusem Karola Teofila Załuskiego był wymuszony cofnąć się do Janówa. Następnie działał wspólne z oddziałem Maurycego Prozora, brał udział w bitwie pod Kiejdanami (29 kwietnia), bitwie pod Bejsagołą (5 maja), bitwie pod Ponarami (19 czerwca). 9 lipca połączył się z korpusem gen. Henryka Dembińskiego i wraz z nim wycofał się do Królestwa Kongresowego. Po zakończeniu powstania wyemigrował do Francji, gdzie był związany z różnymi obozami Wielkiej Emigracji. Po amnestii 1858 w Imperium Rosyjskim wrócił do kraju. Mieszkał w rodowym majątku Owsianiszki i Gabryelowo, gdzie umarł w 1862. Pochowany na cmentarzu we wsi Poporcie koło miasta Koszedary.

## Upamiętnienie w literaturze
- W balladzie 29 marca 1832 Nocleg Adama Mickiewicza[9] postać naczelnika historycy literatury powiązali z Wincentym Matuszewiczem[10].
- Wiersz Matuszewicz w Trokach Wincentego Pola.